# هوچوی کوچو
هوچوی کوچو (به اسپانیایی: Huch'uy K'uchu) یک کوه در پرو است که در Peru, Cusco Region, Canas Province, Canchis Province واقع شده‌است. هوچوی کوچو ۵٬۳۳۹ متر بالاتر از سطح دریا واقع شده‌است.